# Ескіль Ед
Ескіль Смідесанг Ед (норв. Eskil Smidesang Edh, нар. 4 серпня 2002, Ліллестрем, Норвегія) — норвезький футболіст, фоанговий захисник шведського клубу АІК.

## Ігрова кар'єра

### Клубна
Ескіль Ед народився у місті Ліллестрем і є вихованцем місцевого однойменного клуба. У 2020 році Ескіль дебютував в основі «Ліллестрема», граючи у Першому дивізіоні. За результатами того сезону «Ліллестрем» посів друге місце і наступний сезон розпочав у Вищому дивізіоні. 21 липня 2021 року у матчі проти «Стабека» Ед провів свою першу гру в елітному дивізіоні.
Перед початком сезону 2024 року Ескіль Ед перейшов до шведського клубу АІК, з яким підписав контракт на чотири роки. Першу гру в чемпіонаті Швеції захисник провів 1 квітня проти «Вестероса».

### Збірна
У листопаді 2021 року Ескіль Ед дебютував у складі молодіжної збірної Норвегії, коли вийшов на поле у грі проти азербайджанських однолітків.